# 南职院站
南职院站是南宁轨道交通1号线的地铁车站，位于中华人民共和国广西壮族自治区南宁市西乡塘区大学西路与树人路交叉口地下。该站在2016年12月28日南宁轨道交通1号线西段通车时开放载客，设有3个出入口和1个岛式站台。

## 设施

### 结构
南职院站设有2层，地面为出入口，地下一层为站厅，地下二层为1号线月台（往石埠／火车东站）的位置。
| 地面     | 出入口                    | 出入口                   |
| 地下一层 | 大堂                      | 客服中心、商店、自助服務 |
| 地下二层 |                           | █ 1号线列車往石埠方向    |
| 地下二层 | 島式月台                  |                          |
| 地下二层 | █ 1号线列車往火车东站方向 |                          |

### 出入口
南职院站形似狹長的方形，設有3個出入口，其中B出入口设有无障碍电梯。
| 出口編號            | 建議前往的目的地                                                                   |
| ------------------- | ---------------------------------------------------------------------------------- |
| A出入口             | 树人路、南宁市委党校                                                               |
| C出入口             | 南宁职业技术学院                                                                   |
| D出入口             | 树人路、中国社会科学院研究生院东盟学院、广西民族大学相思湖学院、广西民族大学西校区 |
| 注： 設有无障碍电梯 |                                                                                    |

## 服务及接驳公交
地铁1号线工作日高峰时段7∶30至9∶00、17∶30至19∶30、节假日行车间隔为6分30秒，工作日的其余时段行车间隔为7分钟。

从南职院站开往火车东站的首班车在每天上午6时32分开出，末班车在每天22时32分开出；开往石埠站的首班车在每天上午7时06分开出，而末班车则在每天23时21分开出。
乘客可在本站周围换乘南宁公交58、103、804、805路等4条公交线路。